# إدغار مورو
إدغار مورو (بالفرنسية: Edgar Moreau)‏ هو عازف تشيلو فرنسي، ولد في 3 أبريل 1994 في باريس في فرنسا.

## وصلات خارجية
- إدغار مورو على موقع ميوزك برينز (الإنجليزية)
- إدغار مورو على موقع ديسكوغز (الإنجليزية)